# Flackerkerze

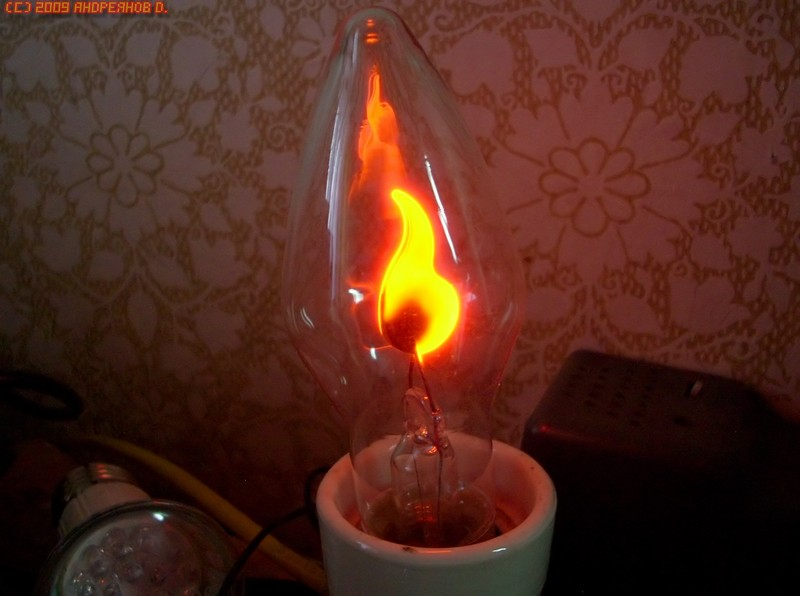
Flackerkerze (Glimmlampe)

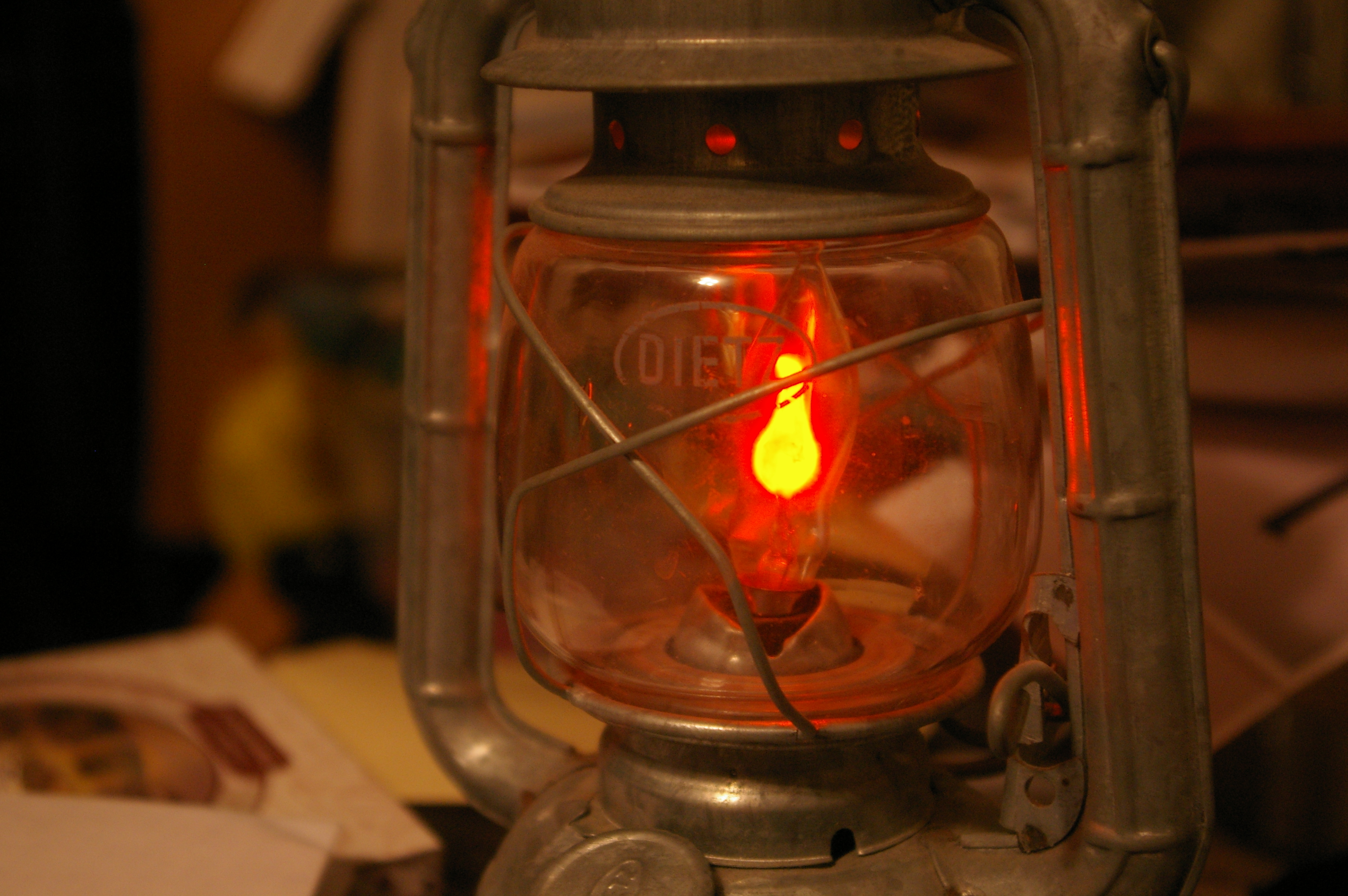
Flackerkerze in einer Leuchte

Flackerkerzen sind Leuchtmittel, die das flackernde Licht von Kerzen imitieren. Dabei handelt es sich um speziell konstruierte Glimmlampen mit vergrößerter Oberfläche der Kathode. Diese besteht aus teilweise oxidiertem, ungereinigtem Eisenblech, weshalb das Glimmlicht die Kathodenfläche nur teilweise bedeckt. Die durch den Kathodenfall beschleunigten positiven Ionen treffen lokal begrenzt auf die Kathode und verändern deren Oberfläche. Das ändert die Brennspannung geringfügig, worauf sich die Glimmentladung zu einer anderen Fläche mit geringerer Brennspannung verlagert. Bei normalen Glimmlampen werden die Eisenelektroden durch Kathodenzerstäubung gereinigt, bevor die Lampe fertiggestellt wird. Deshalb ist dort das Glimmlicht auch gleichmäßig verteilt.
Ihr Energieverbrauch beträgt bei handelsüblichen Lampen etwa drei Watt. Sie sind äußerlich gewöhnlichen Glühlampen sehr ähnlich.
Die Flackerkerzen sind nicht mit anderen „Flackerlichtern“, etwa aus Leuchtdioden (LED), zu verwechseln, bei denen der Stromfluss durch eine elektronische Schaltung zeitlich verändert wird.